# Desserto
Desserto® (uso en industria de la moda) o Deserttex® (uso exclusivo en industria automotriz) o Cacuts Leather, también llamado piel de nopal es un cuero vegetal creado a partir de nopal como sustituto vegetal al cuero animal que se usa para la elaboración de calzado, muebles, confección, artículos de piel como bolsas, zapatos, interiores automotrices y otros productos de piel animal. 
Fue desarrollado por la empresa Adriano Di Marti, dirigida por Adrián López Velarde y Marte Cázarez, y presentado en octubre de 2019 en Lineapelle, la feria más relevante sobre cuero y sus alternativas en Milán.
El cultivo de los cactus para producir Desserto se ubica en el estado mexicano de Zacatecas y es totalmente orgánico, ya que no se aplican herbicidas o pesticidas, y sólo usan agua de lluvia. Adriano Di Marti ha cerrado contratos con diversas empresas como Fossil, Karl Lagerfeld y H&M.

## Características
Desserto comparte muchas características con el cuero animal: es flexible, suave, resistente, transpirable y muy versátil. El aspecto visual, el olor, y el tacto son «altamente similares al cuero animal». Sin embargo, la principal diferencia es que no requiere sustancias tóxicas como el arsénico, el cianuro o ftalatos para su producción, y su huella ecológica es considerablemente menor. Es una de las pocas industrias que absorbe CO2 en vez de emitirlo. Además, es más competitivo en el mercado por su bajo coste de producción. Sus fibras y proteínas del nopal e una formulación patentada que brinda el desempeño y aspecto del cuero animal. Es parcialmente biodegradable.Gracias a su resistencia y durabilidad, puede sustituir el cuero animal y cuero sintético, con mucho menor daño al medio ambiente.

## Orígenes
López Velarde y Cázarez, de Aguascalientes y Culiacán respectivamente, pasaron dos años en investigación y desarrollo del producto. La motivación principal, según comentaron, es contribuir a reducir el daño medioambiental que genera la industria de la moda: «identificamos que el problema de la contaminación ambiental era grave. Como resultado, estábamos genuinamente interesados en reducir el impacto ambiental».

## Reconocimientos
Desserto ha obtenido diversos premios y reconocimientos internacionales entre los que destacan los siguientes; LMVH 2020 Innovation Award 2nd Runner up and special mention as favorite in the materials category, Monte Carlo Fashion Week (MCFW2020) Sustainable Award, Architectural Digest & Samsung Innovation Award, Material ConneXion New York Seal of Material Excellence, PETA Compassionate Business Award, Good Design Award Gold Accolade en el International Good Design Awards de 2020, y el certificado vegano de PETA.